# Sufizam
Sufizam (arapski تصوف, tasawwuf, perzijski عرفان, Erfan), ili dervišizam pripada mističkom učenju o islamu. Osobe koje prakticiraju ovaj oblik islama zovu se sufije ili derviši.
Otprilike sto godina nakon Muhamedove smrti, postojali su pobožni muslimani, koji su se odricali svakog posjeda, željeli su živjeti jednostavnim životom, a u znak asketizma odijevali su se u grube vunene haljetke (suf). Neki od njih postali su lutajući propovjednici, a drugi su živjeli u duhovnim zajednicama u kojima je bilo upadljivo mnogo žena. Po nekim značajkama, njihov način života podsjeća na kasnije franjevce.
Kroz molitvu i meditaciju sufiji su željeli ponirati sve dublje u Božju ljubav. Molitva sufijske učiteljice iz osmog stoljeća Rabie al-Adawiyye bila je: "O Bože, ako te obožavam iz straha od pakla, tada daj neka u paklu izgorim, ako te obožavam radi nade u raj, onda mi ga ne daj. No ako te obožavam zarad Tebe samoga, ne ustegni od mene Svoju vječnu krasotu!"
Sufije ili derviši su među običnim ljudima bili uskoro štovani kao sveci, a nailazili su na žestok otpor službenog islama. Sufijske bratovštine uključivale su derviške redove i fakirski pokret. Mnogi od njih postoje i danas, najviše na sjeveru Afrike.
Jedno od učenja koji su sufiji usmeno prenosili s koljena na koljeno bilo je učenje o Eneagramu uz pomoć kojega se pomagalo ljudima na putu prema Bogu.

## Učitelji
- Inayat Khan (1882. - 1927.) osnivač je Zapadnjačkog sufijskog reda i učitelj univerzalnog sufizma

## Vanjske poveznice

### Sestrinski projekti
|  | Zajednički poslužitelj ima još gradiva o temi sufizam |

### Mrežna mjesta
- LZMK / Hrvatska enciklopedija: sufizam
- LZMK / Proleksis enciklopedija: sufizam